# Воитель (мини-сериал)
«Воитель» (дат. Kriger, «Воин») — датский криминальный мини-сериал, созданный Кристоффером Боэ. Сюжет рассказывает о ветеране боевых действий СС, который внедряется в преступную группировку и оказывается втянутым в криминальные разборки в Копенгагене. Все 6 серий мини-сериала были выпущены на датском телеканале TV2 осенью 2018 года. В это же время он был приобретён для распространения компанией Netflix, под международным названием «Warrior». На онлайн-платформе он вышел 13 ноября 2018 года.

## Сюжет
Шади Кайли по прозвищу СС (Сиси), ветеран датских вооружённых сил, возвращается домой в Копенгаген. Во время последнего задания в Афганистане погибает его лучший друг Питер, и СС винит себя в его гибели. Пытаясь искупить вину, он объединяется с вдовой Питера Луизой, сотрудницей полиции, которая ведёт дело о криминальной банде байкеров под названием «Волки». СС нужно внедриться в группировку и выведать информацию о преступлениях её лидера Тома. Но насколько далеко СС осмелится зайти, чтобы войти в доверие к «Волкам»?

## В ролях
| Актёр                    | Роль          |
| ------------------------ | ------------- |
| Дар Салим                | СС            |
| Даница Чурчич            | Луиза         |
| Ларс Ранте               | Том           |
| Якоб Офтебро             | Питер         |
| Сёрен Маллинг            | Финн          |
| Марко Ильсё              | Мэдс          |
| Йенс Фердинанд Хольмберг | Макс          |
| Кеннет М. Кристенсен     | Ред           |
| Омар Шаргави             | Ахмед         |
| Руди Кёнке               | Джек          |
| Николай Яндорф           | Большой Клаус |
| Ян Брэнди                | МК            |
| Стеффен Бринк Йенсен     | Павлин        |
| Никлас Патрик Бонфилс    | Мик           |
| Каспер Лайснер           | Хенрик        |
| Натали Мадуэньо          | Сис           |
| Николас Бро              | Дикарь        |
| Беньямин Киттер          | Андерс        |
| Карина Фог Холмкьяэр     | Джой          |
| Андреа Ван Йенсен        | Грета         |

## Награды и номинации
| Награды и номинации | Награды и номинации        | Награды и номинации                          | Награды и номинации | Награды и номинации |
| Церемония           | Награда                    | Категория                                    | Номинант            | Результат           |
| ------------------- | -------------------------- | -------------------------------------------- | ------------------- | ------------------- |
| 2019                | Роберт                     | Лучший сериал                                | Кристоффер Боэ      | Номинация           |
| 2019                | Роберт                     | Лучшая мужская роль в сериале                | Дар Салим           | Номинация           |
| 2019                | Роберт                     | Лучшая женская роль в сериале                | Даница Чурчич       | Номинация           |
| 2019                | Роберт                     | Лучшая мужская роль второго плана в сериале  | Ларс Ранте          | Победа              |
| 2019                | Кинофестиваль в Свеннборге | Лучший датский актёр в драматическом сериале | Дар Салим           | Победа              |
| 2019                | Zulu Awards                | Лучший датский сериал                        |                     | Номинация           |